# グルーヴ地獄V
『グルーヴ地獄V』（グルーヴじごくファイヴ）は、ソニー・ミュージックエンタテインメントから発売されたゲームソフト。
1998年1月8日にPlayStation用のオムニバスゲーム集として発売された。

## 作品解説
テクノユニット、電気グルーヴがプロデュースし、自ら「ゲームジャンル：クソゲー」を名乗る。
キャラクターデザインは、ラバーズ・スーパーラバーズのキャラクター、PS用ゲーム『バスト・ア・ムーブ』のほか、電気グルーヴや篠原ともえのPV、テレビアニメ『OH!スーパーミルクチャン』のキャラクターデザインなどで知られる田中秀幸。
タイトル画面では、ピエール瀧が「グルーヴ地獄ファイヴ」とタイトル名を歌い上げる、書き下ろしアカペラ曲が流れる。
2005年12月22日に、ミニゲーム群をメインにした続編『バイトヘル2000』（PSP用ソフト）が発売。

## システム
ゲームの目的は「音源集め」。
バイトと呼ばれるミニゲームで稼いだ小銭をガチャガチャ(ガチャポン)に入れ、出てきた音（音源）を収集し、ターンテーブルの付いた簡易シーケンサーで組み合わせることでテクノミュージックの演奏が可能。

## 収録ミニゲーム
主なミニゲームを以下に挙げる。
ボールペンコウジョウ
延々と流れてくるボールペンの本体にキャップをかぶせていく。ボールペンは上を向いているものと下を向いているものがあり、下を向いているものは上を向けてからキャップをかぶせなければならない。成績が良いと、就職を勧められる。
キノコ or DIE
道路を走行する車を避けながら、キャラクターを操作し道路の向かいを目指す。途中に落ちているキノコを取るとボーナス得点が入る。いわゆるフロッガー。
薪割り
目の前に出される薪を延々と割っていく。たまに動物が出されることがあり、薪を割るのが遅いか、動物を斬ってしまうと失敗。動物にそっくりな薪もあるので注意。　薪を割るのが遅いとドリフの大爆笑に似た音楽が流れ失敗になる。
クサイモン
四つの顔がそれぞれ順番にゲップを吐き、その順番通りにボタン入力する、いわゆるサイモンゲーム。
崖レース
チキンレース。
交通量調査
道を通り過ぎる通行人をカウントしていくゲーム。人間以外にも宇宙人や猫、戦車などが通るので、うまく人間だけをカウントしなくてはいけない。
心霊写真鑑定人
次々と表示される写真が心霊写真であるか否かを判定する。電気グルーヴメンバーの写真が多数使用されている。
ときめいていいとも
少女が行う花占いで、うまく「好き」に当たれば得点が得られる。稀にセーラー服を着た人物が出て、「明日いいかな?」と聞いてくるので、「いいとも」と答えると高額なバイト代（ギャラにちなんで1並び）が得られる。

## 評価
ミニゲームがどれも単純作業なので、ゲームライターの中には「3分で飽きる」「ゲームをする前に取扱説明書のゲーム説明を読んでいる間が一番幸せなひと時」と酷評する者もいる。ただ、苦痛に感じるバイトをテーマにしたエキセントリックなアイデア自体は光るものがあると評価する声もある。
電撃PlayStationソフトレビューでは2人のレビュアーともに未採点で、「ゲームとしてはダメ」とした上で説明書を読めば分かるようにそれは確信犯的であり、音楽制作ソフトとしては音楽素人とした1人はその視点で見ても音の種類が豊富、エフェクト変更や組み替えが自由でDJ気分を味わいたい人向けとし、もう1人は電気グルーヴのファン向けとも言えず音楽ゲームとしては自由度が低く作曲するような出来ではなく、安物の音源付きシーケンサーの方が楽しめると言った内容で電気グルーヴらしさはあるがコメントに困るとした。

## スタッフ
- プロデュース：電気グルーヴ
- イラスト提供：水木しげる、里中満智子

### OPUS STAFF
- 開発プロデューサー：清水健司
- 開発ディレクター：津田純、勝田聡
- プログラマー：吉原雅史、中村貴也
- サウンドプログラマー：山口友生
- システムプログラマー：鈴木隆志
- CGデザイナー：勝田聡
- 開発支援：木村哲也、羽田祐一郎、藤澤奈奈江

### SCEI STAFF
- プロデューサー：藤澤孝史
- チーフサウンドクリエイター：山崎耕一
- サウンドクリエイター：西本啓一
- テストプレイヤー：岡本昭子

### EDITORIAL STAFF (MANUAL)
- アートディレクター：田中秀幸
- デザイナー：大房泰子（アトム）
- 編集・構成：石井誠